# Câmara de Indústria, Comércio e Serviços de Caxias do Sul

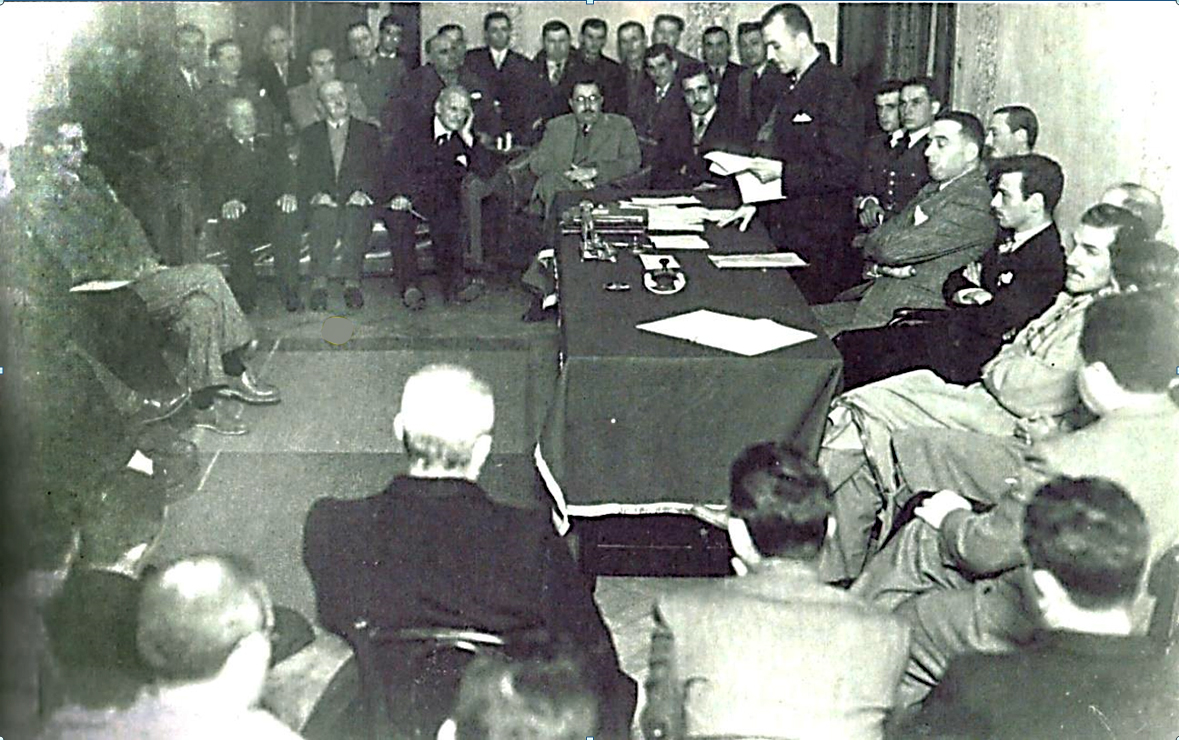
Assembleia comemorativa dos 40 anos de fundação da Associação dos Comerciantes de Caxias do Sul.

A Câmara de Indústria, Comércio e Serviços de Caxias do Sul é uma entidade civil sem fins lucrativos fundada em 1901 e sediada em Caxias do Sul, que congrega empresas da Região Nordeste do estado brasileiro do Rio Grande do Sul, sendo a maior e mais importante entidade de classe do interior do estado. Tem mais de 850 empresas associadas, às quais oferece uma variedade de serviços de representação, auxilio, fomento e assessoria técnica. Sua sede na rua Ítalo Victor Bersani possui 6.300 metros quadrados de área, com amplo espaço para abrigar eventos de toda natureza.

## Contexto histórico
Em Caxias do Sul os comerciantes foram um elemento vital desde o início da colonização da área a partir de 1875. Um dos próprios propósitos da colonização havia sido organizar em grande escala um sistema de pequenas propriedades produtivas capazes de complementar o abastecimento interno do estado de produtos básicos, e neste contexto a atividade dos comerciantes como escoadores dessa produção era fundamental. Eles também  desempenhavam importantes funções abastecendo os colonos de uma variedade de produtos que nos primeiros tempos não eram produzidos localmente, incluindo alimentos, sementes e ferramental para o trabalho. Mais do que isso, nos primórdios da colonização as casas comerciais funcionavam como caixas de crédito e depósitos de poupança para os colonos, organizavam os transportes (na época através de carretas e tropas de mulas), e não raro mantinham manufaturas e pequenas indústrias subsidiárias, tais como fábricas de sapatos, funilarias, matadouros e curtumes, cantinas para produção de vinho e outras.
Assim, os comerciantes se tornaram desde cedo a principal força econômica do nascente povoado, e com isso adquiriam também uma relevante influência política, tanto que estiveram envolvidos de maneira decisiva na emancipação política da Colônia Caxias em 1890, integraram a Junta Governativa que foi instalada e formaram a maciça maioria do primeiro Conselho Municipal. Por muitos anos o Conselho seria dominado pelos comerciantes.
Apesar desse poderio, a classe não estava unificada, uma fragmentação amplificada pelas diferentes orientações ideológicas e políticas sustentadas pelos empresários, que opunham federalistas e republicanos, católicos e maçons. Compreendendo que essas diferenças comprometiam os negócios, tornou-se clara a necessidade de uma associação para organizar a classe e representar os interesses comuns a todos.

## O surgimento da Associação dos Comerciantes
A história da Câmara inicia em 8 de julho de 1901, quando 47 comerciantes e industriais se reuniram na sede da Sociedade Príncipe de Nápoles para debater meios de interferir nos processos decisórios de Caxias a fim de melhorar as condições econômicas da vila e da região. Naquela altura a vila de Caxias já se constituíra como o principal polo econômico da região colonial italiana, mas sua infraestrutura ainda tinha aspectos precários que prejudicavam o crescimento do comércio, da indústria e das manufaturas. Foi então decidida a criação de uma entidade, com o nome de Associação dos Comerciantes, que representasse os interesses da classe junto ao poder público e servisse de agregadora e organizadora das pautas deste segmento, então centradas no comércio, onde desembocavam todos os setores produtivos.
Neste primeiro momento a indústria em Caxias tinha uma importância relativamente menor, era pouco especializada e ainda estava largamente baseada no sistema das manufaturas familiares e nas oficinas rústicas de beneficiamento de produtos primários, estabelecidas principalmente na zona rural, onde funcionavam com tecnologias primitivas e tradicionais pouco eficientes, enquanto que o comércio já estava bem estruturado, tinha um notável dinamismo e se concentrava na sede urbana. Mesmo assim, o fomento da indústria foi previsto nos primeiros estatutos da Associação. Entre as principais preocupações dos empresários estava o melhoramento das então precárias estradas, a fim de facilitar o escoamento da produção, mas também se interessavam, entre outros aspectos, pelo melhoramento tecnológico da produção de vinho — o principal produto da indústria local — e combate à sua falsificação pelos intermediários encarregados da distribuição no importante mercado paulista.
A primeira diretoria foi composta por Italo Victor Bersani, presidente; Hugo Luciano Ronca, vice; Mário Marsiaj e Luiz Baldessarini, secretários; Germano Parolini, tesoureiro; Romano Lunardi, Luiz Pieruccini, Giuseppe Chiaradia, Antônio Moro, Luiz Letti, Clemente Fonini, diretores; Rodolfo Braghirolli, Rodolfo Félix Laner, Ludovico Sartori, conselheiros fiscais; Francisco Bonato, Anuncio Ungaretti, Caetano Costamilan, Francisco Maineri, João Paternoster, Daniele Benetti, suplentes.
Os primeiros anos foram de intensa atividade, intermediando as relações dos empresários com o poder público e com outras associações de classe e instituições, regulamentando o setor, e passando a exercer uma inconteste liderança em todas as questões inerentes ao desenvolvimento do município, sendo consultada pelo governo estadual em várias oportunidades. Sua influência política foi desde o início muito expressiva. Em 1902 foi a principal responsável pela renúncia do intendente Campos Júnior, que iniciara um conflito aberto com a Associação recusando-se a reconhecer sua legitimidade jurídica e não recebendo suas reivindicações, e em 1904 a entidade recebeu do governador a tarefa de indicar o candidato republicano à intendência, promovendo a eleição de Serafim Terra. Tais eventos evidenciam o poder político do grupo de empresários. Segundo o historiador Mário Gardelin, "muitos fatos da vida política da cidade só podem ser entendidos se se conhece a história da Associação dos Comerciantes".
Em 1906, ocorrendo dissidências internas, a Associação dos Comerciantes paralisou suas atividades mas não foi extinta, reiniciando em 1912 depois do estímulo recebido de Stefano Paternó, um administrador italiano vindo ao Brasil a convite do Governo do Estado a fim de reorganizar as cooperativas vitivinícolas da região. Na reabertura ficou decidido que todos os sócios que tinham ingressado até o dia 30 de março daquele ano seriam considerados fundadores. A primeira diretoria dessa nova fase foi composta por Antônio Moro, presidente; Samuel Alovisi, vice; Ludovico Sartori e Germano Parolini, secretários; Anuncio Ungaretti e Francisco Maineri, tesoureiros; Amadeo Rossi, Paulo Rossato, João Paternoster e Pedro Andreazza, diretores.

## Evolução

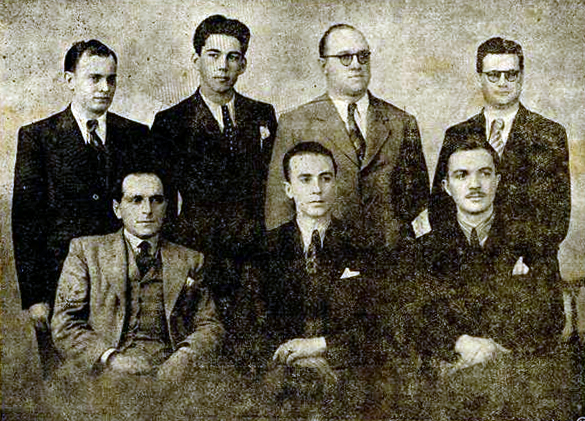
Diretoria da Associação dos Comerciantes em 1937, Ottoni Minghelli sentado ao centro.

Ao longo de toda a sua história a Associação foi a maior força civil na cidade depois da administração pública oficial, organizando inúmeros projetos de apoio aos produtores rurais e comerciantes não só da cidade como de toda a região. Em 1932 assumiu a direção da Festa da Uva, depois participou do pleito para redefinição do traçado da BR 116 para que passasse por Caxias do Sul, deu assistência às famílias dos combatentes na Revolução de 1930 e apoiou a Prefeitura em várias obras de infraestrutura urbana. Em 1941, comemorando seus 40 anos de fundação, em uma solenidade de "brilhantismo inexcedível", foi declarada pela prefeitura como entidade de utilidade pública e seus fundadores ainda vivos receberam o título de sócios de honra.
Em 1973 a entidade foi reestruturada como Câmara de Indústria e Comércio, a partir da fusão com o Centro da Indústria Fabril. Em 1976 inaugurou sua sede própria, em 1992 foi novamente reestruturada e recebeu sua denominação atual. É organizada em um Conselho Executivo, um Conselho Deliberativo e um Conselho Superior, formado pelos ex-presidentes da CIC e sócios honorários. Além desses três Conselhos, fazem parte da entidade 20 sindicatos patronais, sendo que 11 deles estão instalados na sede da CIC, junto com diversas outras entidades.